# Kościół św. Piotra Apostoła i św. Franciszka z Asyżu w Krynicy Morskiej
Kościół świętego Piotra Apostoła i świętego Franciszka z Asyżu w Krynicy Morskiej – rzymskokatolicki kościół parafialny znajdujący się w mieście Krynica Morska, w województwie pomorskim. Należy do dekanatu nadmorskiego - Stegna diecezji elbląskiej.

## Historia
Kościół powstał jako kaplica Zgromadzenia Sióstr Świętej Katarzyny i Męczennicy (katarzynek). Pod koniec 1937 roku został przygotowany plan budowy kaplicy. W dniu
5 marca 1938 roku plan budowy zatwierdziła Kuria Biskupia we Fromborku, natomiast w dniu 15 marca tego samego roku plan zatwierdził Starosta Powiatowy w Elblągu. Przy wsparciu finansowym biskupa warmińskiego Maksymiliana Kallera, a także organizacji „Diasporawerk”, wspierającej budowę świątyń katolickich na obszarach ewangelickich, na których znajdował się ówczesny Kahlberg oraz dzięki ofiarom sióstr katarzynek, kościół został szybko wybudowany. W dniu 23 maja 1939 roku świątynia została uroczyście poświęcona przez wspomnianego wyżej biskupa Maksymiliana Kallera i otrzymała wezwanie Matki Bożej Gwiazdy Morza. Po zakończeniu II wojny światowej kościół został wyremontowany i ponownie poświęcony przez bernardyna, księdza Franciszka Bieniasza, wikarego parafii w Tolkmicku. Od tej pory kościół w Krynicy Morskiej pełnił funkcję kościoła filialnego tejże parafii. W 1957 roku świątynia została przejęta przez ojców kapucynów z prowincji warszawskiej. W 1963 roku dzięki dekretowi prymasa Polski, księdza kardynała Stefana Wyszyńskiego dom zakonny kapucynów został połączony z kościołem. W dniu 15 sierpnia 1974 roku przy świątyni została utworzona przez biskupa warmińskiego Józefa Drzazgę samodzielna parafia pod wezwaniem świętego Piotra Apostoła i świętego Franciszka z Asyżu.

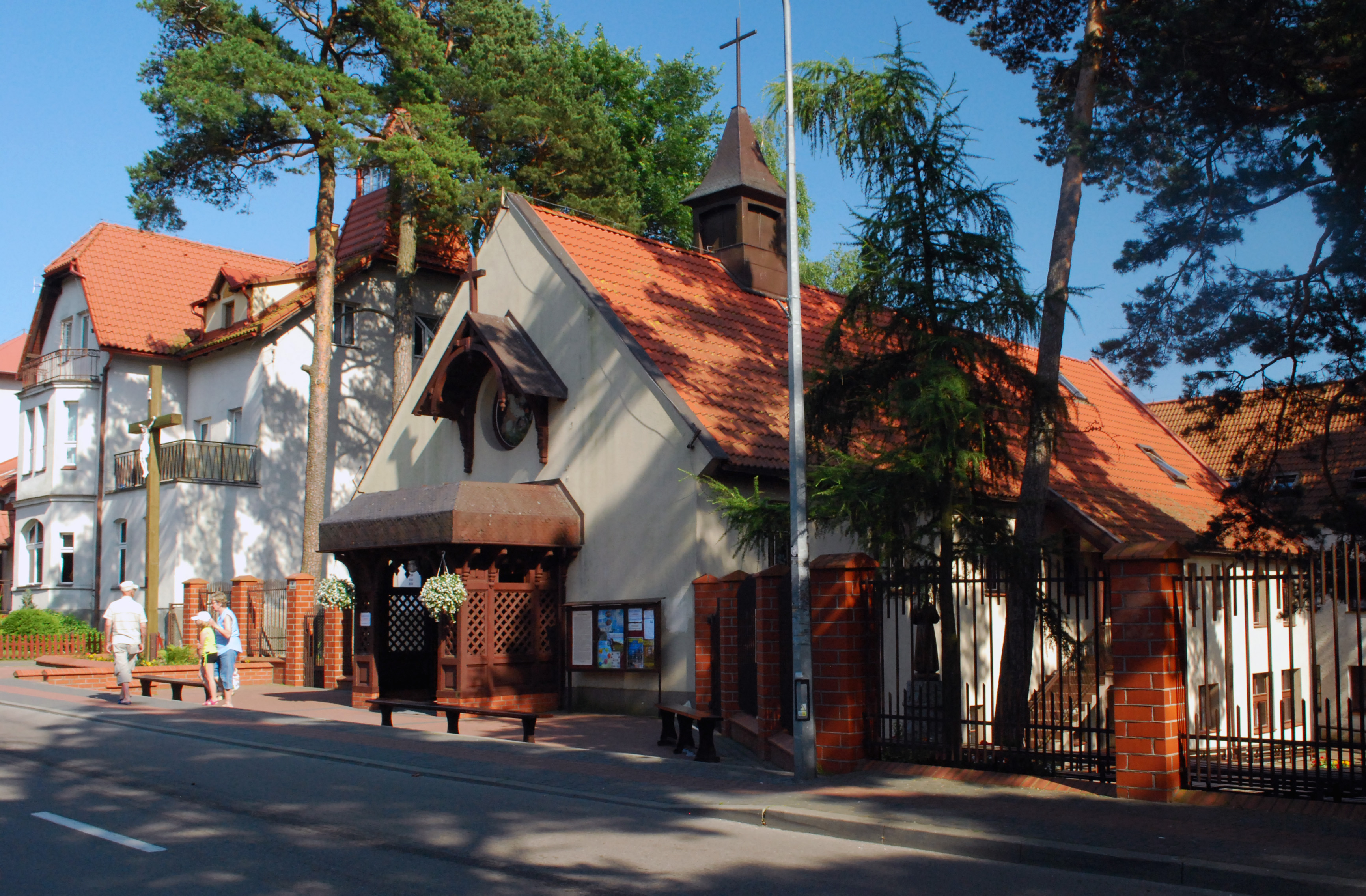
Elewacja boczna
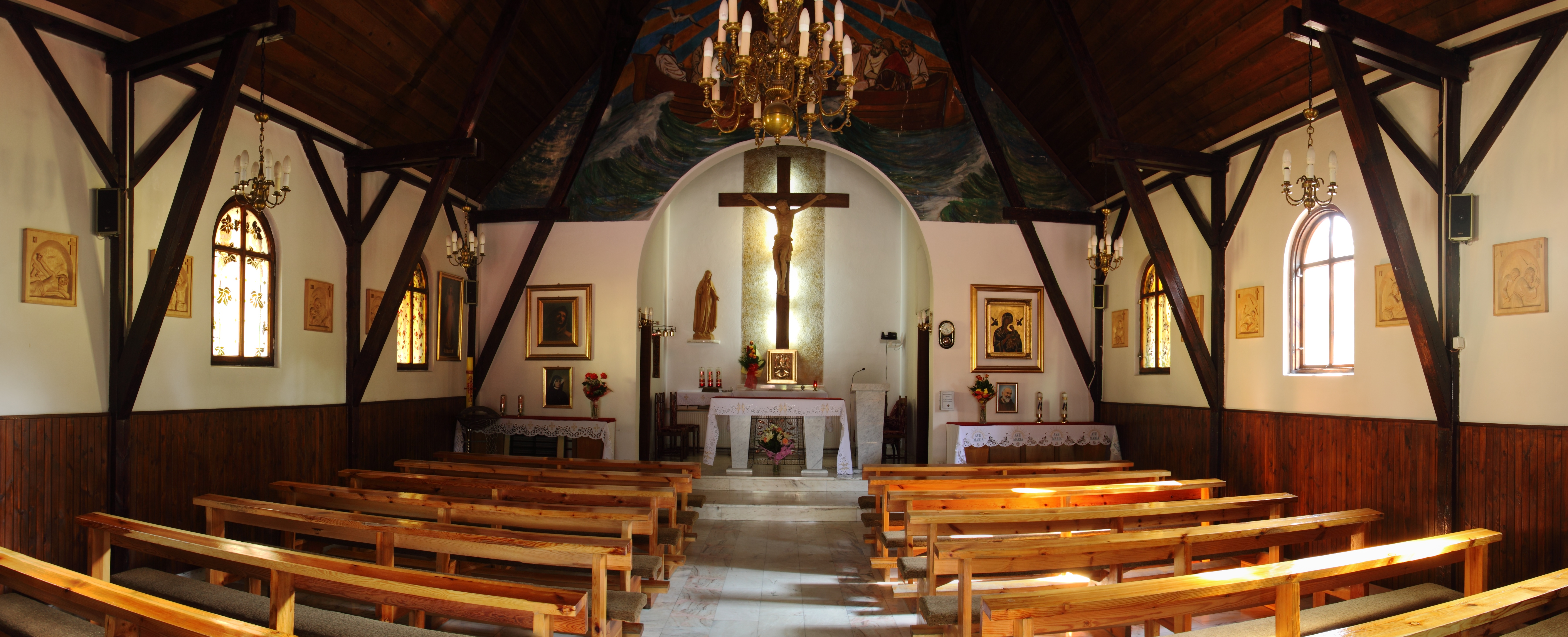
Wnętrze